# مخطط ستيف

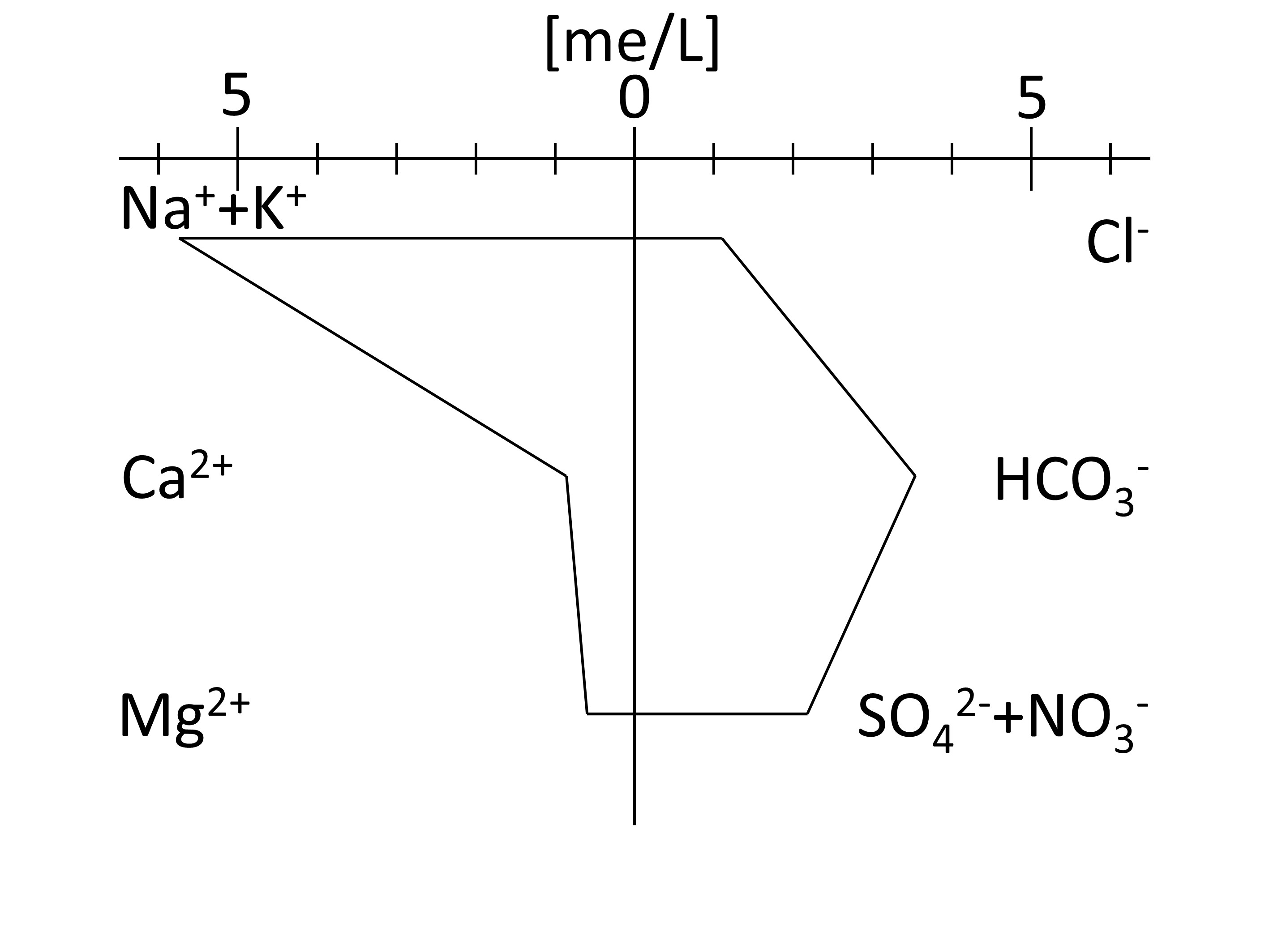

مخطط ستيف أو نموذج ستيف عبارة عن تمثيل رسومي للتحاليل الكيميائية، وقد وضعه إتش إيه ستيف للمرة الأولى في عام 1951. ويتم استخدامه بشكل كبير من قبل علماء الجيولوجيا المائية والكيمياء الجيولوجية لعرض تكوين الأيون الأكبر لعينة الماء. ويتم تكوين شكل متعدد الأضلاع من خلال أربعة محاور أفقية متوازية تمتد على جانبي المحور الصفري الرأسي. ويتم رسم الأيونات الموجبة (الكاتيونات) في ميلات مكافئة لكل لتر على الجانب الأيسر من محور الصفر، بحيث تكون واحدة لكل محور أفقي، ويتم رسم الأيونات سالبة الشحنة على الجانب الأيمن. وتعد نماذج ستيف مفيدة في إجراء مقارنة بصرية سريعة بين المياه من مصادر مختلفة.
ويمكن استخدام مخططات ستيف في:
1) المساعدة على رؤية المياه المرتبطة أيونيًا والتي من خلالها يمكن تحديد مسار التدفق
2) عند معرفة مسار التدفق، يمكن معرفة التكوين الأيوني للتغيرات الحادثة في جسم مائي بحسب المكان و/أو الوقت.
يتم عرض مخطط ستيف تقليدي في الشكل (جهة اليمين). وطبقًا للمعايير المتفق عليها، يتم تكوين مخططات ستيف من خلال وضع التركيز المتساوي للأيونات الموجبة على يسار المحور المركزي والأيونات سالبة الشحنة على يمينه. ويتم توصيل النقاط لتكوين الشكل. عندما تقارن مخططات ستيف بين عينات مياه مختلفة، من المهم أن يتم إعداد كل مخطط باستخدام الفصيلة الأيونية ذاتها وبنفس الترتيب والمقياس.
تقدم المختبرات البيئية تركيزًا نموذجيًا لمقاييس الأيونات والأيونات باستخدام وحدات الكتلة/الكثافة، وعادة ما تكون ملجم/ لتر. ولتحويل تركيز الكتلة لتركيز معادل، يمكن استخدام العملية الحسابية التالية:
(تركيز الكتلة) * (الشحنة الأيونية) / (الوزن الجزيئي) = (التركيز المكافئ)
على سبيل المثال: تركيز الكالسيوم بالماء هو 120 ملجم/لتر، وسوف يكون له التركيز المعادل التالي:
(120 ملجم/لتر) * (2 ميلي مكافئ/ميلي مول) / (40 ملجم/ميلي مول) = 6 ميلي مكافئ/لتر